# Apus salimalii
Apus salimalii là một loài chim trong họ Apodidae.